# Aenigmatite
L'aenigmatite (également appelée cossyrite d'après Cossyra, l'ancien nom de Pantelleria), est un minéral de la famille des inosilicates contenant du sodium, du fer et du titane. Sa formule chimique est Na2Fe2+5TiSi6O20 et sa structure est constituée de chaînes tétraédriques simples avec une unité de répétition de quatre et des branches latérales complexes. Elle forme des cristaux lamellaires tricliniques bruns à noirs. Elle a une dureté Mohs de 5,5 à 6 et une densité de 3,74 à 3,85. L'aenigmatite forme une série de solution solide avec la wilkinsonite, Na2Fe2+4Fe3+2Si6O20.
L'aenigmatite se trouve principalement dans des roches peralcalines volcaniques, pegmatites et granites ainsi que dans des roches intrusives pauvres en silice. Elle a été décrite pour la première fois par August Breithaupt en 1865 pour une occurrence dans le complexe intrusif d'Ilimaussaq dans le sud-ouest du Groenland. Son nom vient de αίνιγμα, le mot grec pour « énigme ».
Elle a également été signalée dans la météorite de Kaidun, possible météorite martienne, qui s'écrasa en mars 1980 dans le Yémen du Sud. Les occurrences significatives étudiées comprennent notamment : 
- Narsaarsuk (en) et ailleurs au Groenland.
- Les massifs alcalins des Khibiny et du Lovozero sur la péninsule de Kola, Russie.
- Les monts de l'Ienisseï (en), kraï de Krasnoïarsk, Russie.
- L'île volcanique de Pantelleria, Italie.
- Aux USA, Granite Mountain (en), près de Little Rock, comté de Pulaski dans l'Arkansas, et Santa Rosa, comté de Sonoma en Californie.
- En Australie, les volcans Warrumbungle (en) et Nandewar (en) et le complexe du Mont Warning, Nouvelle-Galles du Sud ; le Peak Range Province, Queensland.
- Au Canada, les complexes boucliers du mont Edziza, du chaînon Ilgachuz et du Chaînon Rainbow.
- En Nouvelle-Zélande, la carrière Logan Point, volcan de Dunedin.